# 沈福高速动车组列车
沈福高速动车组列车是中国铁路运行于辽宁省省会沈阳市沈阳南站及福建省省会福州市福州站的高速动车组列车，途经辽宁省、河北省、天津市、山东省、江苏省、安徽省、江西省、福建省七省一市，客运里程2388公里，列车客运乘务由沈阳局集团沈阳客运段担当。其中沈阳南站至福州站运行13小时40分，使用车次为G1272/1273次；福州站至沈阳南站运行12小时5分，使用车次为G1274/1271次。

## 历史
2020年7月1日，原沈阳南~武汉G1272/1273、G1274/1271次列车运行区段调整为沈阳南~福州，系首对往返沈阳与福州的高速动车组列车。

## 使用列车
G1272/1273、G1274/1271次列车现使用配属于沈阳局集团沈阳南动车运用所的CRH380BG。